# Farsetia ellenbeckii
Farsetia ellenbeckii är en korsblommig växtart som beskrevs av Adolf Engler. Farsetia ellenbeckii ingår i släktet Farsetia och familjen korsblommiga växter. Inga underarter finns listade i Catalogue of Life.